# Nayarit
Nayarit este unul din cele 31 de state federale ale Mexicului.